# Modica Calcio
Modica Calcio is een Italiaanse voetbalclub die uitkomt in de Serie D. De club heeft haar thuisbasis in Modica op Sicilië.
De club draagt een tenue van rood en blauw, wat tevens de clubkleuren zijn. De club bestaat al sinds 1932.